# Kuroco (CMS)
Kuroco（クロコ）は、株式会社ディバータが開発・運営するエンタープライズ向けヘッドレスCMSである。APIファーストアーキテクチャを採用し、Google Kubernetes Engine上でマイクロサービスとして稼働する。
2021年に正式サービスを開始し、2025年には「BOXIL SaaS AWARD Summer 2025」でCMS・WEB制作ソフト部門において5冠を獲得するなど市場で評価を得ている。

## 歴史
Kurocoの開発は、株式会社ディバータが長年にわたり手がけていた従来型CMS「RCMS」の技術をベースとしている。同社はコンテンツ管理システムの開発・運用経験を活かし、モノリシックアーキテクチャからAPIファーストへの抜本的な設計変更を実施した。
2021年4月に正式サービスとして提供を開始した。サービス開始と同時にGoogle Cloud Marketplaceへの掲載も行われ、Google Cloud Platformとの統合を活用したソリューションとして位置づけられた。

## 機能

### API・ヘッドレス設計
KurocoはREST APIに対応したヘッドレスCMSとして設計されており、フロントエンドとバックエンドを分離したアーキテクチャを採用している。コンテンツの管理と配信を独立させることで、Webサイト、モバイルアプリ、IoTデバイスなど複数のチャネルへの同時配信が可能となっている。AIとの連携機能も提供されている。

### セキュリティと権限管理
企業利用を想定し、SAMLによる認証機能を標準装備している。マルチテナント対応により、組織内の複数部門での独立運用や、詳細な権限設定によるワークフロー管理が可能となっている。

### その他の機能
ステージング環境での事前確認、Webhook機能による外部システム連携、コンテンツの承認フローなど、エンタープライズ向けCMSに求められる機能を包括的に提供している。また、カスタムフィールドの設定や多言語対応機能により、多様な業種・用途に対応可能な柔軟性を備えている。

## 技術基盤
KurocoはGoogle Kubernetes Engine（GKE）上でマイクロサービスとして稼働し、CI/CDにはCloud BuildとGithub Actionsを採用している。ストレージにはGoogle Cloud Storage、CDNにはFastlyを統合し、スケーラブルな配信基盤を構築している。
この構成により、トラフィックの増減に応じた自動スケーリングが可能となり、大規模サイトの運用にも対応している。開発体制においても、GitOpsによるDevOpsプラクティスを採用し、開発効率と運用品質の両立を実現している。

## 導入事例
公表されている導入事例として、タニタの公式サイトでの採用がある。また、大手製造業のWebサイトでの活用事例も報告されている。

## 評価と受賞
2025年6月、「BOXIL SaaS AWARD Summer 2025」のCMS・WEB制作ソフト部門において5冠を獲得した。
ITreviewでは5点満点中5.0点の評価を得ているが、レビュー数は限定的である。ユーザーからは特にAPI機能の充実度とサポート体制について高い評価を受けている。
海外のソフトウェア比較サイトCapterraでも製品情報が掲載されており、国際的な認知度も向上している。また、一般社団法人ASPICクラウド・SaaS推進協議会の記事でも、国産ヘッドレスCMSとして紹介されている。

## 運営会社

### 会社概要
株式会社ディバータ（英: Diverta Inc.）は、Kurocoの開発・運営を行う日本のソフトウェア会社である。
- 設立：2005年1月
- 所在地：東京都新宿区神楽河岸1-1 セントラルプラザ6F
- 資本金：7,304万3,000円（2025年時点）
- 従業員数：42名（同上）
- 事業内容：CMS開発、Webサイト構築・運営、SaaS研究開発

### 代表者
加藤健太（かとう けんた、1978年生まれ）は株式会社ディバータの代表取締役である。2000年に一休.com等の立ち上げで経験を積み、2005年にディバータを設立した。RCMSおよびKurocoのプロダクトオーナーとして製品開発を統括している。